# Yuto Takeoka
Yuto Takeoka (武岡 優斗, Takeoka Yuto) est un footballeur japonais né le 24 juin 1986 à Kyoto. Il évolue au poste de milieu de terrain.

## Biographie
Il participe à la Ligue des champions d'Asie en 2014 avec le club du Kawasaki Frontale.

## Palmarès
- Championnat du Japon : 2017